# Trafikskadenämnden
Trafikskadenämnden är ett av Sveriges regering utsett organ som behandlar trafikskador. Genom trafikförsäkring får den som har råkat ut för en personskada – till följd av trafik med motorfordon – ersättning jämlikt trafikskadelagen. För att ersättningen ska bli så rättvis och enhetlig som möjligt har regeringen bestämt att de bolag som reglerar trafikskador ska rådfråga en skaderegleringsnämnd – Trafikskadenämnden – om bedömning och beräkning av vissa ersättningsfrågor.
Trafikskadenämndens uppgift är att ge försäkringsbolagen förslag på ersättningens storlek, särskilt i sådana fall som medför invaliditet eller som har lett till dödsfall. Nämnden avger också yttranden i ersättningsfrågor i anledning av personskador till domstolar eller andra myndigheter.
Trafikskadenämnden administreras av Trafikförsäkringsföreningen och är därigenom en del av Svensk Försäkring i samverkan.